# Kadsura heteroclita
Kadsura heteroclita — вічнозелена дерев'яниста ліана роду кадсура (Kadsura),

## Опис
Плетистий, вічнозелений чагарник, голий; гілки густо біло-чечевицелі. Листки довгасто-ланцетні або широкоеліптично-яйцеподібні, округлі або клиноподібні біля основи, віддалено зубчасто-пилчасті на краї, коли молоді, цілі при дозріванні, гострі до підгострих на верхівці, 9-14 х 3-5 см, голі, бліді знизу, м'які і м'ясисті, коли свіжі; бічних нервів 10-15 пар, зверху неясні, знизу чітко виражені; черешки стрункі, довжиною 1-1,5 см. Квітки близько 1,3 см в поперечнику, білі або жовтуваті; квітконіжки міцні, довжиною 1-1,5 см; Приквітків багато, війчасті, що переходять в листочки. Чашолистків 9-12, змащені в 3 ряди, орбікулярні, увігнуті; зовнішні - СА 7 х 5 мм; внутрішні поменше. Чоловічі квітки: тичинок 12-15, рідко більше; зовнішні нитки дуже короткі, вільні; внутрішні довші, вроджені, м'ясисті; пильовики вільні або частково в межах м'ясистої голівки вроджених ниток. Жіночі квітки: плодолистків багато, імпріатні; яйцеклітин по 2-4 в кожному яєчнику; рильце сидяче. Плодоносить кулястою головкою з багатьох плодолистків 1-насіння, 2,5-3,5 см в поперечнику; квітконіжки подовжені в плодах, 4-6 см; стиглі плодолистки довгасті або кулясті, клиноподібні і більш-менш зростаються біля основи, грановані, 8-10 мм в поперечнику, м'ясисті, червоно-червоні, непомітні; Насіння орбікулярні, стислі, приблизно 8 мм, підвішені.

## Поширення
Ліси; 800-2000 м. Фуцзянь, Гуандун, Гуансі, Гуйчжоу, Хайнань, Хунань, Шеньсі, Сичуань, Юньнань [Бангладеш, Бутан, Індія, Індонезія (Борнео, Ява, Суматра), Лаос, Малайзія (півострів), М'янма, Шрі-Ланка, Таїланд, В'єтнам].

## Використання
Фрукти їдять сирі або варені.Червоний, субкулястий, агрегатний плід складається приблизно з 33 - 41 апокарпів довжиною 10 - 22 мм і шириною 8 - 10 мм, кожен з яких містить 1 - 2 насінини. Грушоподібне насіння 4-7 мм завдовжки і завширшки
Стебла використовуються на півдні Китаю для лікування порушень менструального циклу, дефіциту крові та інших жіночих розладів. Похідні кореня і стебла використовують як болезаспокійливий засіб і для пом'якшення ревматизму, гастроентериту і малярії.